# Une fille du Régent
Une fille du Régent est un roman d'Alexandre Dumas publié en 1845 et écrit avec Auguste Maquet.
Il fut adapté au théâtre en 1846.